# 아론 치볼라
아론 치볼라(영어: Aaron Tshibola 애런 치볼라[*], 1995년 1월 2일 ~ )는 수페르리가 엘라다 클럽 라미아에서 미드필더로 활약하는 콩고 민주 공화국의 프로 축구 선수이다. 런던에서 태어난 그는 레딩에서 유소년 팀을 거쳐 2016년 애스턴 빌라로 이적했다. 2013년 U-18에서 잉글랜드를 대표했지만 이후 콩고 민주 공화국의 부름을 받아 2018년 3월, 친선 경기에 출전했다. 잉글리시 풋볼 리그 팀 하틀풀 유나이티드, 노팅엄 포리스트, 밀턴킨스 던스, 스코티시 프리미어십 팀 킬마녹에서 임대 생활을 했다. 또한 벨기에 클럽 베베런과 포르투갈 클럽 아베스에서도 뛰었다.

## 구단 경력

### 레딩
치볼라는 13세에 레딩 아카데미에 입단하여 2011년 3월, 클럽과 첫 프로 계약을 체결했다. 레딩 아카데미에 있는 동안 치볼라는 맨체스터 유나이티드에서 트라이얼을 받았다.
2014-15년 시즌을 앞두고, 치볼라는 레딩과 새로운 계약을 체결하여 2016년까지 클럽에 머물게 되었다. 그리고 2014년 8월 23일, 그는 노팅엄 포리스트와의 EFL 챔피언십 경기에서 86분 교체 선수로 프로 데뷔 전을 치렀다.
2015년 9월 9일, 치볼라는 레딩과의 계약을 2019년 여름까지 연장했다.

### 애스턴 빌라
2016년 7월 10일, 치볼라는 공개되지 않은 이적료로 4년 계약을 맺고 애스턴 빌라로 이적했다. 그는 2016년 9월 24일, 뉴캐슬 유나이티드와의 1-1 무승부 경기에서 클럽의 첫 골을 넣었다. 2017년 1월 30일, 치볼라는 2016-17년 시즌의 남은 기간 동안 임대로 노팅엄 포리스트로 이적했다.
2017년 7월 27일, 치볼라는 EFL 리그 원 팀인 밀턴킨스 던스와 한 시즌간의 임대 계약을 체결했다. 그는 2017년 8월 29일, 브라이튼 & 호브 앨비언 U-23 팀과의 EFL 트로피 경기에서 밀턴킨스 돈스를 위해 첫 골을 넣었다. 2017년 11월 9일, 밀턴킨스 던스와의 임대 계약이 상호 종료된 후 애스턴 빌라로 복귀했다.

### 킬마녹
치볼라는 2018년 1월, 스코티시 프리미어십 클럽 킬마녹으로 임대되어 그의 전 레딩 감독 스티브 클라크 밑에서 일했다. 그는 2018년 2월 3일, 65분에 크리스 보이드와 교체되어 킬마녹 소속으로 데뷔했으며, 스코티시 프리미어십 챔피언 셀틱과의 경기에서 1-0으로 승리했다. 치볼라는 다음 주에 열린 브로라 레인저스와의 스코티시컵 경기에서 첫 킬마녹 골을 기록했다. 6개월 후, 그는 애스턴 빌라로 돌아왔지만, 2018년 8월 29일에 킬마녹으로 다시 임대되었다.

## 국가대표팀 경력
치볼라는 2013년 3월 5일, 벨기에와의 경기에서 1-0으로 패한 경기에서 잉글랜드 U-18 국가대표팀에 소집되어 후반전에 교체 선수로 출전하며 데뷔 전을 치렀다.
그는 또한 그의 조상 때문에 콩고 민주 공화국을 대표할 자격이 있다. 그는 2017년 3월 26일, 케냐와의 친선 경기를 위해 콩고 민주 공화국 국가대표팀에 소집되었지만, 경기에 출전하지 못했다. 2018년 3월 27일, 그는 마침내 콩고 민주 공화국에서 성인 국가대표로 데뷔했으며, 탄자니아와의 친선 경기에서 45분 동안 뛰었다.